# Vratjanska Planina
Vratjanska Planina (bulgariska: Врачанска Планина) är en bergskedja i Bulgarien.   Den ligger i regionen Sofijska oblast, i den västra delen av landet, 50 km norr om huvudstaden Sofia.
Vratjanska Planina sträcker sig 22,8 km i sydostlig-nordvästlig riktning. Den högsta punkten är 1 467 meter över havet.
Topografiskt ingår följande toppar i Vratjanska Planina:
- Bazova Mogila
- Beglisjka mogila
- Pop
- Sokolets
- Stretjar
- Volt

I omgivningarna runt Vratjanska Planina växer i huvudsak lövfällande lövskog. Runt Vratjanska Planina är det ganska glesbefolkat, med 34 invånare per kvadratkilometer.